# 登国
登國（386年正月—396年六月）是北魏道武帝拓跋珪的年號，歷時10年餘。

## 紀年
| 登国 | 元年   | 二年  | 三年  | 四年  | 五年  | 六年  | 七年  | 八年  | 九年  | 十年  |
| ---- | ------ | ----- | ----- | ----- | ----- | ----- | ----- | ----- | ----- | ----- |
| 公元 | 386年  | 387年 | 388年 | 389年 | 390年 | 391年 | 392年 | 393年 | 394年 | 395年 |
| 干支 | 丙戌   | 丁亥  | 戊子  | 己丑  | 庚寅  | 辛卯  | 壬辰  | 癸巳  | 甲午  | 乙未  |
| 登国 | 十一年 |       |       |       |       |       |       |       |       |       |
| 公元 | 396年  |       |       |       |       |       |       |       |       |       |
| 干支 | 丙申   |       |       |       |       |       |       |       |       |       |

## 參看
- 中国年号索引
- 同期存在的其他政权年号
  - 太元（376年正月-396年十二月）：東晉皇帝晋孝武帝司马曜的年号
  - 太安（385年八月-386年十月）：前秦政权苻丕年号
  - 太初（386年十一月-394年六月）：前秦政权苻登年号
  - 延初（394年七月-394年十月）：前秦政权苻崇年号
  - 元光（393年六月-394年七月）：窦冲自立年号
  - 白雀（384年四月-386年四月）：后秦政权姚苌年号
  - 建初（386年四月-394年四月）：后秦政权姚苌年号
  - 皇初（394年五月-399年九月）：后秦政权姚兴年号
  - 建义（385年九月-388年六月）：西秦政权乞伏国仁年号
  - 太初（388年六月-400年七月）：西秦政权乞伏乾归年号
  - 燕元（384年正月-386年二月）：后燕政权慕容垂年号
  - 建兴（386年二月-396年四月）：后燕政权慕容垂年号
  - 永康（396年四月-398年四月）：后燕政权慕容宝年号
  - 建光（388年二月-391年十月）：翟魏政权翟辽年号
  - 定鼎（391年十月-392年六月）：翟魏政权翟钊年号
  - 更始（385年正月-386年二月）：西燕政权慕容冲年号
  - 昌平（386年二月-三月）：西燕政权段随年号
  - 建明（386年三月）：西燕政权慕容顗年号
  - 建平（386年三月）：西燕政权慕容瑶年号
  - 建武（386年三月-九月）：西燕政权慕容忠年号
  - 中兴（386年十月-394年八月）：西燕政权慕容永年号
  - 凤凰（386年二月-十一月）：张大豫自立年号
  - 太安（386年十月-389年正月）：后凉政权吕光年号
  - 麟嘉（389年二月-396年六月）：后凉政权吕光年号
  - 龙飞（396年六月-399年）：后凉政权吕光年号